# Lahngletscher
Der Lahngletscher ist ein Gletscher im ostantarktischen Viktorialand. In der Deep Freeze Range liegt er südwestlich des Mount Gibbs und fließt in nördlicher Richtung zum Recoil-Gletscher.
Wissenschaftler der deutschen Expedition GANOVEX IV (1984–1985) benannten ihn nach der Lahn, einem Nebenfluss des Rheins.